# 2025年3月29日日食
2025年3月29日日食是一次日偏食，發生於2025年3月29日。新月當天（即朔日），地球上觀測到月球和太阳的角距離極小，此時月球如果恰好在月球交點附近，穿過太阳和地球之間，與地球、太阳接近一直線，則會出現日食。由於月球偏北或偏南，本影及偽本影從地球以北或以南經過而未接觸地表，只有半影覆蓋了地球北端或南端部分區域，形成日偏食。此次日偏食月球偏北，出現在北美洲東北部、歐洲大部分和周邊部分地區。

## 日食概況

### 出現區域
本次日偏食可在加拿大中東部、圣皮埃尔和密克隆、美國東北部、百慕大、格陵蘭、加那利群島、馬德拉群島、亚速尔群岛、西非西北部、北非西部、歐洲除南歐東部和東歐南半部以外的大部分地區看到。

此次日偏食過程中月影在地表移動的動畫

### 基本參數
- 類型：日偏食
- 食分最大處（位於加拿大魁北克省西北部）資料：
  - 時間：2025年3月29日10:47:24.7
  - 地點：61°06′N 77°06′W / 61.1°N 77.1°W[3]
  - 食分：0.9378（日食帶內最大）[4]

## 相關的日食

### 2022-2025年的日食
月球交替位於相對的月球交點時，以半個交點年（食年），即約177天又4小時間隔出現下列日食。
| 日食列表  |           |           |           |           |           |           |           |           |           |           |           |
| 1997-2000 | 2000-2003 | 2004-2007 | 2008-2011 | 2011-2014 | 2015-2018 | 2018-2021 | 2022-2025 | 2026-2029 | 2029-2032 | 2033-2036 | 2036-2039 |

| 升交點                                    | 升交點                   |                            | 降交點                    | 降交點 |
| 沙羅周期                                  | 地圖                     | 沙羅周期                   | 地圖                      |        |
| 117 智利聖地亞哥的日偏食                  | 2022年4月30日 偏食（南） | 124 俄羅斯薩拉托夫的日偏食 | 2022年10月25日 偏食（北） |        |
| 129 發生於東帝汶的日全食現象              | 2023年4月20日 全環食     | 134 墨西哥坎佩切的日環食   | 2023年10月14日 環食       |        |
| 139 發生於美国,印第安纳波利斯的日全食現象 | 2024年4月8日 全食        | 144                        | 2024年10月2日 環食        |        |
| 149                                       | 2025年3月29日 偏食（北） | 154                        | 2025年9月21日 偏食（南）  |        |

### 沙羅周期
沙羅周期長度為18年11天。本次日食屬於沙羅周期149，共包含71次日食，依次為1664年8月21日至2025年3月29日的21次日偏食、2043年4月9日至2331年10月2日的17次日全食、2349年10月13日至2385年11月3日的3次全環食（亦稱混合食）、2403年11月15日至2800年7月13日的23次日環食、2818年7月24日至2926年9月28日的7次日偏食，總共歷時1262.11年。其中最長的全食發生於2205年7月17日，共持續4分10秒。
下表列舉了1901年至2100年間發生的屬於該週期的日食，是第15至25次：
| 15            | 16            | 17            |
| ------------- | ------------- | ------------- |
| 1917年1月23日 | 1935年2月3日  | 1953年2月14日 |
| 18            | 19            | 20            |
| 1971年2月25日 | 1989年3月7日  | 2007年3月19日 |
| 21            | 22            | 23            |
| 2025年3月29日 | 2043年4月9日  | 2061年4月20日 |
| 24            | 25            |               |
| 2079年5月1日  | 2097年5月11日 |               |

## 資料來源
1. ↑  樊忠玉. . 中国天文科普网.   [2018-01-30]. （原始内容存档于2014-09-17）.
2. ↑  Fred Espenak. . NASA Eclipse Web Site.   [2018-01-30]. （原始内容存档于2020-10-21）.（英文）
3. ↑  Fred Espenak. . NASA Eclipse Web Site.   [2018-01-30]. （原始内容存档于2020-10-22）.（英文）
4. ↑  Fred Espenak. . NASA Eclipse Web Site.   [2018-01-30]. （原始内容存档于2019-01-23）.（英文）
5. ↑  Fred Espenak. . NASA Eclipse Web Site.（英文）

## 外部連結
- NASA日食專頁（页面存档备份，存于）（英文）
- 可見區域圖和時間統計：由弗雷德·埃斯佩納克做出的日食預報，NASA/GSFC
  - 貝塞爾元素

| \| \| 日食 \|                             |                              |                                           |
| 上一次日食： 2024年10月2日日食 （日環食） | 2025年3月29日日食 （日偏食） | 下一次日食： 2025年9月21日日食 （日偏食） |
| 上一次日偏食： 2022年10月25日日食         | 2025年3月29日日食 （日偏食） | 下一次日偏食： 2025年9月21日日食          |
|                                           | 日食                         |                                           |